# Hra s ohněm
Hra s ohněm (v anglickém originále Armageddon Game; v původním českém překladu Armageddon) je v pořadí třináctá epizoda druhé sezóny seriálu Star Trek: Stanice Deep Space Nine.

## Příběh
Doktor Bashir a náčelník O'Brien strávili dva týdny tím, že pomáhali druhům T'Laniů a Kellerunů demontovat smrtící biologické zbraně známé jako „harvestory“, které obě strany používaly ve staletí trvající válce. Když Bashir najde správnou úroveň radiace, která zničí vzorek harvestoru, všichni jsou nadšeni. Vyslanci obou druhů se přijdou osobně podívat a O'Brien je ujišťuje, že všechny soubory a data týkající se harvestorů byly zničeny, aby je už nikdo nemohl znovu vytvořit a obě rasy mohly konečně považovat válku za skončenou. Poté informují komandéra Siska, že se po zničení všech zbraní ještě zdrží na oslavy a na Deep Space Nine se vrátí za dva dny.
Když dojde na zničení posledního kusu harvestoru, během procedury se náhle v místnosti objeví kellerunští vojáci a začnou střílet na vědce. V nastalé přestřelce se Bashirovi a O'Brienovi podaří vojáky přemoci, O'Briena však potřísní tekutina z harvestoru. Jelikož dveře jsou zavřené a komunikace je blokována, nezbývá jim, než se transportovat na povrch planety, jejíž populace byla vyhlazena harvestory.
Vyslanci informují Siska, že Bashir a O'Brien zahynuli při nehodě a poskytnou mu obrazový záznam nehody, který ukazuje smrt obou mužů. Bashir a O'Brien se mezitím ukrývají ve městě duchů, kde se snaží přijít na to, jak kontaktovat T'Lanie a informovat je o zradě Kellerunů. Na stanici si posádka pouští videozáznam nehody, kde vidí, jak se všichni vypařili při jakémsi záblesku. Jelikož věří v pravost záznamu, začínají se smiřovat se ztrátou kolegů.
Oba muži se mezitím schovají v jedné z budov ve snaze snížit šanci, že budou objeveni. Bashir zjistí, že O'Brien má horečku a po chvíli objeví, že byl infikován harvestorem. Doktor musí převzít práci na opravě komunikačního zařízení, protože náčelník toho již není schopen.
Sisko se ujme smutné povinnosti informovat o nehodě Keiko O'Brienovou. Jednotliví důstojníci truchlí nad ztrátou kolegů a snaží se s ní nějak vyrovnat. Do Siskovy kanceláře ale přijdě Keiko, aby ho informovala, že na záznamu nehody je něco divného. Ukazuje, že podle časového záznamu Miles pije kávu odpoledne, což je věc, kterou nikdy nedělá. Sisko se rozhodne věc prošetřit. O'Brienův stav se mezitím rychle zhoršuje.
Sisko a Dax navštíví vyslance T'Laniů, který vezme Siska na místo nehody. Mezitím Dax kontroluje runabout, kterým Bashir a O'Brien přiletěli a objevuje důkazy podvodu. Na planetě se Bashirovi podaří vyslat signál, ale objevují se opět oba vyslanci s vojáky a odhalí jim, že nešlo o nehodu, že spolu se soubory a daty musí zmizet i všichni ti, kdo mají o harvestorech nějaké znalosti. Siskovi a Dax se na poslední chvíli podaří oba přenést na runabout. T'Laniové a Kellerunové zničí runabout, ale po chvíli zjistí, že byl prázdný, všichni byli na druhé lodi a jsou pryč.
O'Brien se zotavuje na ošetřovně, kde si před očima šokované Keiko dává kávu, přestože je odpoledne.

## Zajímavosti
- Runabout Ganges je po Yangtzee Kiang v epizodě „Bojová linie“ druhým zničeným runaboutem v seriálu.
- Tato epizoda je považována za počátek přátelství mezi Bashirem a O'Brienem, které je v dalších letech výrazným prvkem seriálu. Není to však poprvé, co byli spolu na misi, stalo se tak již v epizodě „Vypravěč příběhů“.